# Гімеш
Гімеш (рум. Ghimeș) — село у повіті Бакеу в Румунії. Входить до складу комуни Гімеш-Феджет.
Село розташоване на відстані 236 км на північ від Бухареста, 63 км на захід від Бакеу, 131 км на південний захід від Ясс, 107 км на північ від Брашова.

## Населення
За даними перепису населення 2002 року у селі проживала 1231 особа.
Національний склад населення села:
| Національність | Кількість осіб | Відсоток |
| -------------- | -------------- | -------- |
| угорці         | 1069           | 86,8%    |
| румуни         | 144            | 11,7%    |
| чанго          | 11             | 0,9%     |
| цигани         | 7              | 0,6%     |

Рідною мовою назвали:
| Мова      | Кількість осіб | Відсоток |
| --------- | -------------- | -------- |
| угорську  | 1090           | 88,5%    |
| румунську | 141            | 11,5%    |